# Mark Edward Kelly

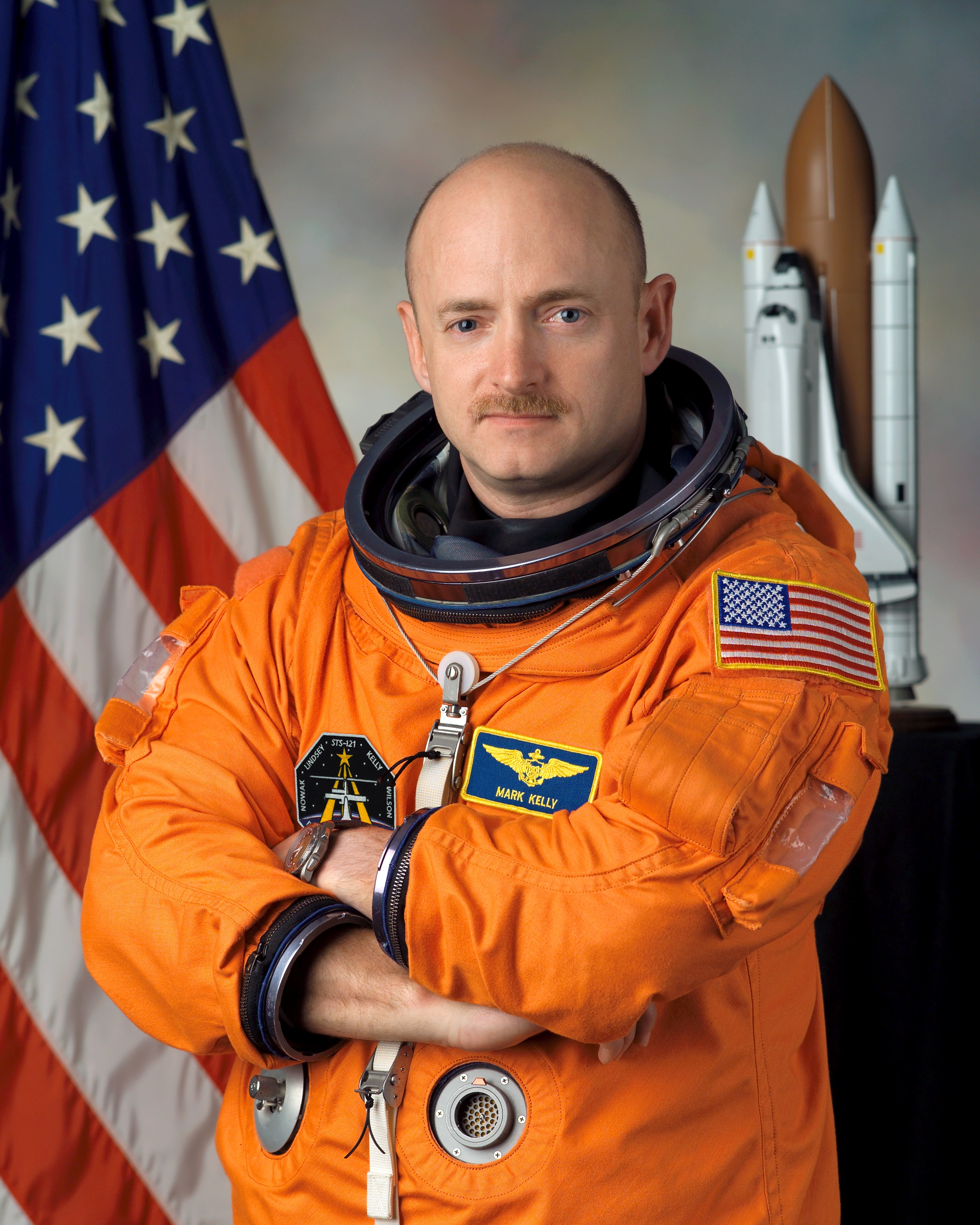
Mark Edward Kelly

Mark Edward Kelly (Orange, New Jersey, 1964. február 21. –) amerikai pilóta, űrhajós, kapitány és politikus, Arizona szenátora (2020–). Először a John McCain halálát követő rendkívüli választáson választották meg.
Kelly szolgált az öbölháborúban, mielőtt 1996-ban kiválasztották a NASA egyik Space Shuttle-pilótájának. 2001-ben repült először, az STS–108 pilótájaként, amit az STS–121 követett 2006-ban, majd a STS–124 2008-ban és az STS–134 2011-ben. Az utóbbi az Endeavour űrrepülőgép utolsó útja volt. Egypetéjű ikertestvére Scott Joseph Kelly szintén pilóta, űrhajós. Az egyedüli testvérek, akik szolgálhattak az űrrepülőgépen és a Nemzetközi Űrállomáson (ISS).
2020-ban megnyerte a demokrata előválasztást Arizona Class 3-as szenátori posztjáért, majd Martha McSally republikánus jelöltet legyőzve választották meg. 2020. december 2-án lépett hivatalba, 2022-ben újraválasztották Blake Masters ellen, ezúttal egy teljes terminusra. Kelly 2025 januárjától Arizona rangidős szenátora, miután Kyrsten Sinema elhagyja a szenátust. Kamala Harris elnöki kampánya kezdete után Kellyt többször is megemlítették, mint lehetséges alelnökjelölt.
Politikáját tekintve támogatja a nők abortuszhoz való jogát, de ellenzi a Medicare for All javaslatot. Támogatja a klímaváltozás elleni küzdelmet, de ellenzi a Green New Deal bevezetését. A felesége elleni merényletet követően a fegyvertartási jog korlátozásáért kampányolt.

## Életpálya
1986-ban az USA Kereskedelmi Tengerészeti Akadémiáján kitüntetéssel hajózási mérnöki oklevelet szerzett. 1987-ben kapott repülőgép vezetői jogosítványt. Szolgálati repülőgépe az A–6E Intruder volt. Szolgált Japánban és két alkalommal a Perzsa-öbölben, az USS Midway repülőgép-hordozó fedélzetén. A Sivatagi Vihar hadműveletben 39 harci bevetésen vett részt. 1993-ban tesztpilóta kiképzésben részesült. 1994-ben Haditengerészeti Posztgraduális Iskolájában (USAF) repülőmérnöki oklevelet szerzett. Több mint 5000 órát töltött a levegőben, több mint 50 különböző repülőgépen repült illetve tesztelte. Több mint 375 leszállást hajtott végre repülőgép-hordozó felületére.
1996. május 1-től a Lyndon B. Johnson Űrközpontban részesült űrhajóskiképzésben. Négy űrszolgálata alatt összesen 17 napot, 7 órát és 12 percet (1298 óra) töltött a világűrben. 2011. október 1-jén köszönt el az űrhajósoktól.
2011. január 8-án felesége Gabrielle Giffords kongresszusi képviselő egy merénylet célpontja volt. A merényletben hat ember vesztette életét, felesége súlyosan megsebesült. A média széles teret adott életük megismerésére, a pár alapított egy nonprofit szervezetet, aminek a célja a fegyvertartás korlátozása az országban.
2020-ban a Demokrata Párt jelöltjeként indult az arizonai szenátusi választáson, és legyőzte a republikánus Martha McSallyt. 2022-ben újraválasztották.

## Űrrepülések
- STS–108, a Endeavour űrrepülőgép 17. repülésének pilótája A 12. repülés a Nemzetközi Űrállomásra (ISS). Szállítottak több mint 3 tonna ellátást, kutatási anyagokat és tudományos berendezést, a Raffaello többcélú logisztikai modult. Visszafelé több mint 2 tonna hulladékot (kutatási anyagot) hoztak. Több technikai és egyéb, meghatározott kutatási, kísérleti, karbantartási programot is végrehajtottak. Első űrszolgálata alatt összesen 11 napot, 19 órát és 36 percet (283 óra) töltött a világűrben. 7 700 000 kilométert (4 800 000 mérföldet) repült, 186 kerülte meg a Földet.
- STS–121, a Discovery űrrepülőgép 32. repülésének pilótája. Tesztelték az űrrepülőgép új biztonsági rendszerét. Logisztikai (víz, élelmiszer, tudományos anyagok és eszközök) anyagokat szállítottak a Nemzetközi Űrállomásra (ISS). Második űrszolgálata alatt összesen 12 napot, 18 órát, 37 percet és 54 másodpercet (306 óra) töltött a világűrben. 8 500 000 kilométert (5 200 000 mérföldet) repült, 202 alkalommal kerülte meg a Földet.
- STS–124 a Discovery űrrepülőgép 35. repülésének parancsnoka. Az űrállomás továbbépítéséhez szállították az új japán JEM Kibo modult és a Remote manipulator system (JEMRMS) robotkart. Végeztek három űrsétát (kutatás, szerelés), összesen 20 óra 32 percet töltöttek a világűrben. Harmadik küldetésén összesen 13 napot, 18 órát, 13 percet és 7 másodpercet töltött a világűrben. 9 230 623 kilométert (5 735 643 mérföldet) repült, 218 alkalommal kerülte meg a Földet.
- STS–134 az Endeavour űrrepülőgép 25., repülésének parancsnoka. Barack Obama a harmadik elnök, aki megtekintett egy fellövési műveletet. Logisztikai anyagok, eszközök mellett szállították az Alfa mágneses spektrométert (AMS). Ikertestvére Scott Kelly 2010. november 25-től az ISS parancsnoka. Az Endeavour űrrepülőgép utolsó repülésén Mark Kelly volt a parancsnok. Első alkalom, hogy az ISS fedélzetén egyszerre kettő családtag tartózkodott. Negyedik űrszolgálata alatt összesen 15 napot, 17 órát és 39 percet töltött a világűrben. 10 477 185 kilométert (6 510 221 mérföldet) repült.